# Diplonemidae
A Diplonemidae kétostorú egysejtűek kládja, feltehetően a sokszínűbb és gyakoribb planktonikus kládok egyike. Bár 5 megnevezett nemzetsége (Diplonema, Rhynchopus, Lacrimia, Flectonema, Sulcionema) van, feltehetően több ezer, még ismeretlen nemzetsége lehet. Általában színtelen és nyújtott, 2 ostora szubapikális nyílásból ered. Nagy mitokondriális genomja töredezett lineáris DNS-ből áll. Nem kódoló szakaszai elsősorban transz-splicinggal válnak ki, így e kládé az eukarióták egyik legösszetettebb poszttranszkripciós szerkesztőfolyamata.

## Etimológia
A Diplonemidae a görög διπλός, kétszeres és νήμα, szál szavakból ered. Így a klád neve „kétszálút” jelent, feltehetően a két ostorra utalva.

## Történet
Griessmann és Skuja 1900-as években végzett elsődleges kutatásai eredetileg a Diplonemidae kládot – pontosabban a Diplonema és Rhynchopus nemzetségeket – az Euglenida kláddal rokonították. Ennek okai a két csoport morfológiai hasonlóságai – például metabólia, mozgás, mikrotubulusok erősítette sejtszáj – voltak. Azonban ezt mások vitatták, mert más Euglenida-jellemzők, például a pellikulacsíkok és az ostorok paraxonémás szakaszai, nem voltak benne jelen. Ehelyett az Euglenozoa törzsbe helyezték a Kinetoplastida és az Euglenida mellett. A Rhynchopus és a Diplonema Diplonemidae kládba sorolását később magi 18S rRNS-elemzések megerősítették. Jelenleg a Rhynchopus és a Diplonema a „klasszikus”, a Hemistasia a „nem klasszikus” Diplonemida-alcsoport tagja.
Újabban viták alakultak ki arról, hogy a Diplonemidae az Euglenidae vagy a Kinetoplastida közelebbi rokona. Csak a citoszolikushősokkfehérje-elemzés mutatott ki lehetséges testvéri kapcsolatot a Diplonemidae és a Kinetoplastida közt. Ezt filogenetikai elemzés megerősítette, mely kimutatta, hogy a Diplonemidae splicingben érintett funkcionális vezető RNS-sel rendelkezik a Kinetoplastidához hasonlóan. Ezenkívül a triptofánt TGA kodon kódolja a Kinetoplastidához hasonlóan, míg az Euglenidában a hagyományos kodon használatos.
A két klád hasonlóságai ellenére megkülönböztethető: a Diplonemidae kinetoplaszttal, a Kinetoplastida kétostorú trofikus fázissal nem rendelkezik. Jelenleg a Kinetoplastidát tekintik a Diplonemidae testvércsoportjának.
Bár csak 3 megnevezett nemzetsége van, a TARA által végzett környezeti szekvenálás több ezer lehetséges nemzetséget mutatott ki, vagyis a pelágikus Diplonemidae-fajok alkothatják a legsokszínűbb óceáni planktonikus eukariótakládot.

## Élőhely és ökológia
Bár legtöbb faja predátor, egyes fajai paraziták. Tengeri és édesvízi környezetben egyaránt sokszínű, a mélység növekedésével nő gyakorisága is. E különböző környezetek fajai genetikailag különbözők, és kissé eltérő életmódúak. A Diplonema és a Rhynchopus bentikusak, a Hemistasia planktonikus.
Feltehetően több ezer ismeretlen tengeri Diplonemidae-faj van, e diverzitás erősen rétegzett mélység szerint. Bár a molekuláris szekvenálás megerősíti e tengeri fajok létét, morfológiájukról és életmódjukról nincs információ. Mivel tengeri fajai a leggyakoribb és genetikailag legsokszínűbb tengeri protozoon- (és feltehetően eukarióta-) klád, a tengeri ökoszisztémákban fontos szerepe lehet, de e szerep jelenleg ismeretlen.

## Leírás

### Morfológia és anatómia
A Diplonema és a Rhynchopus színtelenek és nyújtott alakúak. Mintegy 20 μm hosszúak, és membránjuk alatt mikrotubulus-réteg van. Ehhez közel lemezes cristájú mitokondrium van. 2 azonos hosszú, paraxiális hasáb nélküli ostora van. A 2 alapi test szubapikális nyílásból ered, mely egy közeli sejtszájjal egyesül. Ezt számos emésztő űröcske veszi körül, és több mikrotubulus támasztja.
A Hemistasia változatos méretű, de a Diplonemával és a Rhynchopusszal számos morfológiai jellemzője közös. Azonban a tengeri Diplonemidae-fajok nagy részét sose látták, létüket csak molekuláris elemzések igazolták.
Bár nincs pellikulacsíkja az Euglenidae kládhoz hasonlóan, metabóliával mozog.
A Diplonemidae a glikolízis és a glükoneogenezis enzimjeit peroxiszómákban tárolja. Ezeket nevezik glikoszómának is, és ez testvértaxonja, a Kinetoplastida esetén is megtalálható.

### Életciklus
A Diplonemidae képes ivaros szaporodásra, mivel meiózisgének ismertek benne. Bár a tengeri fajok ivarosan szaporodhatnak, nincs sok ismeret a Diplonemidae szaporodásáról, mivel az Euglenozoa ritkán szaporodik ivarosan.

### Genetika
Mitokondriális DNS-e egyedi szerkezetű: bár nagy, nem rendelkezik érintetlen teljes génekkel, ehelyett különböző méretű lineáris géntöredékekből áll. Mivel e töredékek ismétlődnek, és nem teljesek, önállóan nem kódolnak gént, ehelyett specializált transz-splicing-szerkezettel íródnak át és egyesülnek a töredékek. Ezután az RNS jelentős szerkesztéssel, például uracilinzertációval, nukleotiddeanimációval vagy szubsztitúcióval felismerhetővé válik. Így teljesen érett, transzlálható RNS keletkezik.
A Diplonemidae genomja töredezett vezető RNS-gént tartalmaz, ez megerősíti az mRNS-spliceoszóma-dependens transz-splicingot a magi expresszió során.
A cianobaktériumokban és a Pseudomonadota kládban előforduló gap3 génje van, valószínűleg az Euglenidától való elkülönülés utáni horizontális géntranszfer következtében. Ez a baktériumból eukariótába történő horizontális géntranszfer egyik legjobban alátámasztott példája, és a Diplonemidae biokémiai képességei megszerzését is magyarázhatja.

## Rendszertan
Bár jelenleg kevesebb mint 20 megnevezett faja van, több ezer ismeretlen faja lehet környezeti szekvenciák alapján.
- Diplonema Griessmann 1913 non Don 1837
  - D. aggregatum Tashyreva et al. 2018
  - D. ambulator Larsen et Patterson 1990
  - D. breviciliatum Griessman 1913
  - D. japonicum Tashyreva et al. 2018
  - D. metabolicum Larsen et Patterson 1990
  - D. nigricans (Schuster, Goldstein et Hershenow 1968) Triemer et Ott 1990 [Isonema nigricans Schuster, Goldstein et Hershenow 1968][11]
  - D. papillatum (Porter 1973) Triemer et Ott 1990 [Isonema papillata Porter 1973][11]
- Genus Flectonema Tashyreva et al. 2018
  - F. neradi Tashyreva et al. 2018
- Genus Lacrimia Tashyreva et al. 2018
  - L. lanifica Tashyreva et al. 2018[16]
- Genus Rhynchopus Skuja 1948 
  - R. amitus Skuja 1948
  - R. coscinodiscivorus Schnepf 1994
  - R. euleeides Roy et al. 2007[5]
  - R. humris Tashyreva et al. 2018
  - R. littoralensis Kufferath 1950
  - R. serpens Tashyreva et al. 2018
- Sulcionema  Tashyreva et al. 2018[16]
  - S. specki Tashyreva et al. 2018